# René Benedetti
René Benedetti (Tolone, 10 giugno 1901 – Parigi, 19 ottobre 1975) è stato un violinista e docente francese.

## Biografia
René Benedetti intraprese lo studio del violino in giovane età. Fece il suo debutto all’età di 11 anni sotto la direzione di Gabriel Pierné. Poi studiò con Édouard Nadaud (1862-1928) al Conservatorio di Parigi, e con Firmin Touche alla Schola Cantorum, ottenendo il Premier Prix nel 1918.
Nella prima fase della sua carriera intraprese l’attività concertistica, e fu il primo violinista in Francia a suonare dal vivo l’integrale delle Sonate e Partite di Bach e i 24 Capricci di Paganini. 
Benedetti vinse il Prix Édouard Nadaud nel 1922. Nel corso di diversi anni partecipò alla rassegna de «Les Concerts Jean Wiéner» dedicati alla musica contemporanea. Dal 1941 in poi, Benedetti formò un trio con Joseph Benvenuti e André Navarra. Nello stesso anno fece una registrazione del Concerto n. 1 di Paganini con una propria cadenza (1940).
Nel 1942 Benedetti fu il successore della cattedra di Firmin Touche al Conservatorio di Parigi; Benedetti mantenne la cattedra fino al 1971; tra i suoi numerosi allievi si ricordano Ayla Erduran, Blanche Tarjus, Clara Bonaldi, Luben Yordanoff, Christian Ferras, Gérard Jarry, Emmanuel Krivine, Jean-Jacques Kantorow, Neville Marriner, Jean-Pascal Tortelier, Jacques Israelievitch, Yuval Waldman, Henrik Sachsenskjold, Jean Cousineau, Yukari Cousineau, Evelio Tieles Ferrer e Lim Kek Tjiang (del Quartetto Lim). 
Benedetti pubblicò una revisione delle Sonate e Partite di Bach (1947) e dei Capricci di Paganini (1952). 